# 端ノ向フ
『端ノ向フ』（はしのむこう、HASHI no MUKOU）とは、2012年に制作された塚原重義の短編アニメーション作品。

## 概要
塚原重義監督による自主制作アニメ。総尺10分。
塚原が学生時代に制作した短編「戦雲の高層都市」のリメイク企画「カ號二六六九計画」として2009年に本格始動した。
2010年に「端ノ向フ」として特報が東京国際アニメフェアにて公開された。この特報では完成版に見られる色彩フィルターが付いておらず、ごく初期のデザインの荒砂利骨や本編未使用のカットが確認できる。この特報はBD/DVD付鑑賞読本の映像特典に収録されている。
その後一年近くの期間を経て実制作が開始され、その間テレビ埼玉「アニたま」にて短編アニメーション「よろず骨董 山樫」が放送された。
2012年9月21日にYouTubeおよびニコニコ動画にて公開された。その後2013年1月にVimeoで英語字幕版が公開された。英語字幕版には冒頭に「よろず骨董山樫画報」で触れられた民俗学者・田丸圭太郎の著書"Folk History of Rivers and Street"を引用した一文が映されている。
本作の本編および並行して制作された「山樫」からは画面に独特の色彩フィルターが導入されるようになった。
塚原はインタビューで本作の原点として二つの幼少期の体験を挙げており、一つは母から言われた子捨て山の話、もう一つは友達と遊んでいた隅田川の情景と対岸で迷子になった思い出であると語っている。
2022年9月21日に10周年を迎え、これを記念してメモ帳やTシャツなどのグッズが販売された。

## ストーリー
大帝都の突端、貧民窟橋ノ坂町に巣食う赤色匪賊を鎮圧するべく、国防軍憲兵隊は装甲列車に乗って出動した。
主人公の若き新聞記者青柳音羽は鎮圧作戦の取材のため同行したが、彼女は幼少時代にこの地で幼友達とはぐれた過去があった。
消えた幼友達の謎を追って橋ノ坂町の深淵へと挑む音羽の運命や如何に。

## 登場人物
青柳音羽
本作の主人公。尾具新報に勤める新人女性記者で、橋ノ坂の対岸に位置する川ノ手の長屋地帯で生まれ育った。
橋ノ坂騒乱を取材するべく、先輩記者とともに装甲列車に乗車し憲兵隊に同行するが、その奥地に潜む謎の存在と邂逅する。
佐々邦弾
橋ノ坂騒乱に動員された補助憲兵のヤサグレ軍曹で、佐々分隊の隊長。砲兵科の気球隊に在籍しており丸眼鏡が特徴。
飛行船乗りにあこがれていたが、視力と体格の問題で気球隊に配属された過去がある。
駒本
佐々分隊に属する一等兵。商家のドラ息子で、実家の金を使い込んだために国防軍に入隊させられた。入隊二年目。
籠町
佐々分隊のベテラン兵長。分隊でも唯一の野戦帰りと評されており、その強面もあって「地方ではヤクザとの抗争に明け暮れた」、「桑井作戦でトーチカをたった一人で落とした」などの出所不明の武勇伝がまことしやかに語られている。
関口
佐々分隊の一等兵。農家出身の力持ちで、温厚かつ素朴な性格。軽機関銃を担当している。
ジロチャン
音羽の幼馴染の少年。音羽の幼少時代に、橋ノ坂の奥地に一人で入ったきり帰ってこなかった。
稲荷坂半次郎
音羽の先輩記者。「クラユカバ」にも登場している。
怪活動弁士
大帝都七怪人の一人と数えられる謎の活動弁士。その昔、押し売りに付きまとわれて心神喪失した活動弁士が、夜な夜な路地に現れて子供を連れ去っていると噂されている。

## 設定
塚原の自主制作アニメ「甲鉄傳紀シリーズ」と同様の、木炭ガスによる内燃機関が主流の世界観である。
「クラユカバ」や「よろず骨董 山樫」、「装脚戦車の憂鬱」、「うるさい相手」とは設定の繋がりがある。

### 用語
- 国防軍 - 正式名称「国土防衛軍」。陸軍に相当する組織で、現体制下の皇国では唯一の軍事組織。海上防衛部署として船舶兵団を有している。
- 明星石灰 - 橋ノ坂町に工場を構える大手貝灰製造企業。石炭従業員組合の勢力が強大化し、数年に一度の割合で大型争議を起こしている[7]。
- 木賃宿 - 労働者向けの簡易宿泊所。かつて山屋界隈に多数存在していたが再開発によって橋ノ坂に押し込められた。
- 川ノ手 - 川沿いの下町・低地。狭義には墨堤文化圏を指す。
- 山ノ手 - 川ノ手の対義語。広義には大帝都の台地周辺、狭義には大帝都環状線の内側を指す。

### 舞台
本作の舞台は南千住の隅田川沿いがモデルとなっており、南千住の歴史や地理と類似した点がある。
橋ノ坂町
大帝都尾具区の東端に位置する工場島。隅宮川と水路に挟まれた中州のような地形になっている。
区画整理によって追われた木賃宿が立ち並んでおり、大帝都の最暗部・暗黒街とも称される。
大手貝灰製造企業「明星石灰」の従業員組合の根城となっており、彼らが建設したバラックなどが積みあがった要塞の様相を成している。
東京都荒川区南千住汐入がモデルと思われ、紡績工場の建物も確認できる。
尾具三業地
大帝都尾具区の中心街。かつては料亭で栄えていたが、ラジウム泉が見つかったことから歓楽街へと発展した。

### メカニック
軽装甲列車
橋ノ坂騒乱に投入された装甲列車。先頭よりヒサ形火砲車・国鉄4110形蒸気機関車・ヒニ形歩兵車2両・戦車搭載無蓋車の5両編成。
国防軍の装甲列車は鉄道省に車籍を置く特殊職用車で編成され、機関士・助士・車掌等の鉄道省職員と指揮班・鉄道兵・砲兵等の軍人の寄り合い所帯で運行される。
モデルは南満州鉄道で使用されていた軽装甲列車である。
「クラユカバ」にも同型の装甲列車が登場している。
蘇式乙型装脚装甲車
橋ノ坂騒乱に投入された装脚戦車。桑井渓谷事件などの辺境地帯の紛争で鹵獲されたBRDM型装脚戦車の砲塔を取り外すなどの改造を施したもの。
砲塔を取り外したのは兵科間の軋轢に配慮してのもので、代わりに取り付けられた旋回式の銃眼付き展望塔に擲弾銃や軽機関銃などを備えて使用する。
原型のBRDM型装脚戦車は「装脚戦車の憂鬱」と「アームズラリー」に登場している。
一〇〇式機関短銃
国防軍憲兵隊が主力火器として使用している短機関銃。丙型と呼ばれる「モ式拳銃実包」を用いる架空の派生形式である。
銃剣が装着可能な前期型タイプで、自動化騎銃として後方部隊に多く使用されている。
十一年式軽機関銃
国防軍憲兵隊が使用する軽機関銃。佐々分隊にも少なくとも1丁が配備されている。
二十六年式拳銃
橋ノ坂に潜んでいた赤色匪賊が使用していた拳銃。
九二式重機関銃
赤色匪賊が使用していた重機関銃。密造品あるいは盗難品と推測されている。
赤色匪賊の最大火力として建物内に配置していたが装甲列車には歯が立たず、建物ごと撃破された。
石英光學五番型寫眞機
音羽が愛用するカメラ。箕河洲の古道具店で購入したもの。
逓信省六号国民受信機
橋ノ坂や尾具三業地に設置されている三又スピーカーのラジオ。ラジオ普及を目的に逓信省が大量生産した簡便受信機である。
荒砂利骨
「乙機材」とも呼ばれる謎の自立機械。見世物小屋に似た姿をしており、中心にはテリヤス工業製三号自律機関が搭載されている。
飛鳥台単軌道十系電車
尾具三業地を走る懸垂式モノレール。省線飛鳥台駅から帝成町屋を経由して箕輪を結んでいる。

## 他作品との関係
- 装脚戦車の憂鬱 - 籠町が過去に参戦したとされる「野戦」であり、BRDM型装脚戦車を鹵獲した「桑井作戦」が舞台[8]。
- アームズラリー - 2007年にテレビ東京系「ファイテンション☆デパート」で放送。佐久間麻美と坂本頼光がレギュラー出演し、第8話・第9話には尾崎文と土屋純平がゲスト出演している。
- うるさい相手 - 2008年にNHK総合「星新一ショートショート」内で放送。三号自律機関を搭載したロボットが登場している。
- よろず骨董 山樫 - 本作と同時進行で制作された短編アニメ。本作に登場したラジオが登場している。
- 女生徒 - 主人公の妄想の中に音羽の衣装に似たものが登場している。
- ミ號一三七二計畫 - 2014年に制作された当時構想中の新作の特報映像。「端ノ向フ」というフレーズが登場するほか、音羽らしき人物と本作のキーアイテムの風車が映りこんでいる。
- クラユカバ - 本作と共通するメカニック・ガジェットが登場しているほか、作品紹介PVなどに「ハシノムコウ」というフレーズが聞かれる。

## スタッフ
- 原作・脚本・監督：塚原重義

- キャラクターデザイン：塚原重義、浜岸摩言

- 衣装デザイン原案：佐竹慎

- 音楽：アカツキチョータ

- アクション作画監督：皆川一徳
- 原画：猿渡聖加、林明偉、国吉杏美、本間美冴、塚原重義
- 音響監督：山田陽（サウンドチーム・ドンファン）
- 音響効果：野崎博樹（ちゅらサウンド）
- 録音：八巻大樹（サウンドチーム・ドンファン）
- 録音助手：藤田直美（サウンドチーム・ドンファン）
- プロデューサー：岡島隆敏

### 声の出演
- 青柳音羽：尾崎文
- 佐々邦弾：土屋純平
- 籠町兵長：恵田昌州
- 駒本一等兵：堀井恭介
- ジロチャン：佐久間麻美
- 児童・甲：福山百合香
- 児童・乙：戸田めぐみ
- 怪活動弁士：坂本頼光

## 受賞歴
- Athens Anifest：GREEK OTAKU RADIO AWARD受賞

- 第66回カンヌ国際映画祭：SHORT FILM CORNER出品

- 第5回下北沢映画祭：準グランプリ

- 第25回CGアニメコンテスト：映像賞

- 第11回インディーズアニメフェスタ：大賞

## 完成記念上映會
2012年12月8日にアートギャルリ谷中ふらここ主催で完成記念上映会が行われた。
都電荒川線の9000形電車1両を貸し切り、車内にプロジェクタースクリーンを設置。本作の上映と坂本頼光による「血煙高田馬場」の活弁を行った。
イベントスタッフとして衣装デザインを担当した佐竹慎が青柳音羽の、籠町兵長役の恵田昌州ら歴史映像サークル「竹の会」が国防軍憲兵隊の衣装で参加、劇中の世界観を再現した。